# Giacomo Grimaldi (archivista)

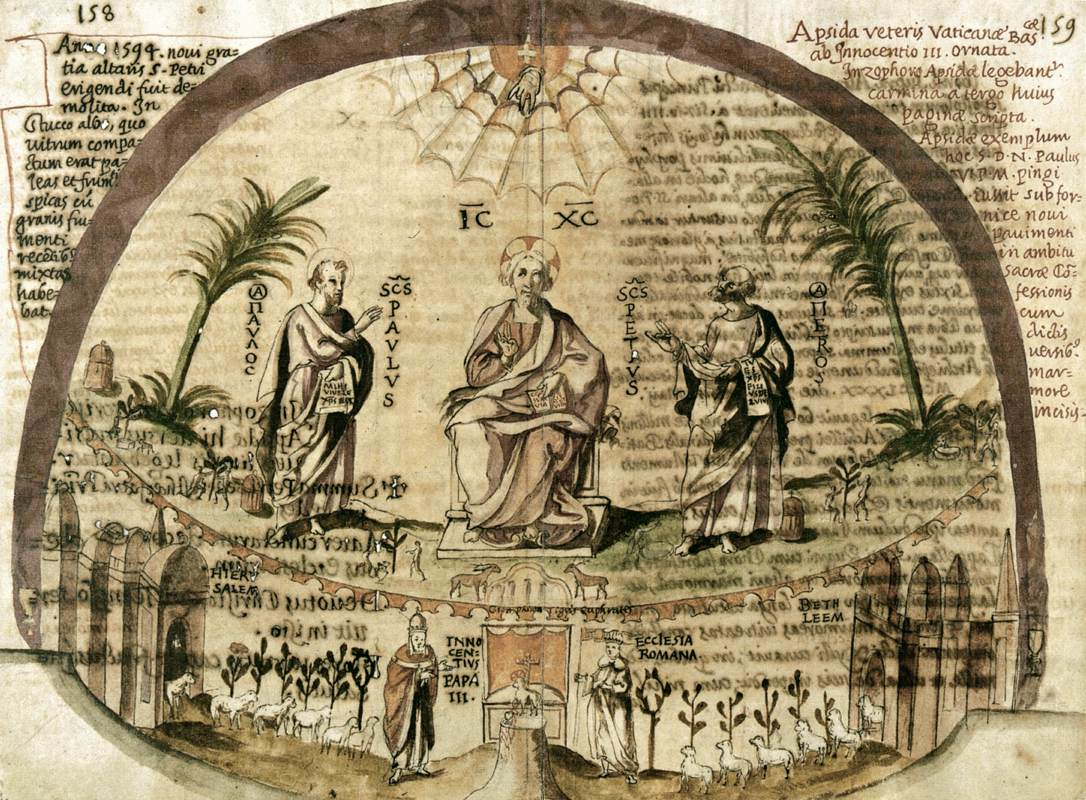
Il rilievo dei mosaici dell'antica basilica di San Pietro, prima della distruzione, su un manoscritto di Giacomo Grimaldi

Giacomo Grimaldi (Bologna, 1568 – Roma, 7 gennaio 1623) è stato un letterato, archivista e presbitero italiano, conosciuto per i suoi studi finalizzati a documentare l'Antica basilica di San Pietro in Vaticano negli anni della sua demolizione.

## Biografia
Giunto a Roma da Bologna intorno al 1582, vi si stabilì per tutta la vita, rimanendo sempre al servizio della  Basilica di San Pietro in Vaticano nel 1567 ricoprendo nel tempo incarichi sempre di maggior prestigio da giovane accolito "accolito" a chierico, "mansionario, "clerico beneficiato".
Dedicò la sua vita alla documentazione dell'enorme patrimonio artistico, archivistico, epigrafico, bibliografico della vecchia basilica che doveva lasciare lentamente il passo alla nuova costruzione secondo il progetto di Michelangelo.  Durante il lunghissimo cantiere già Tiberio Alfarani aveva svolto un prezioso lavoro e aveva descritto minuziosamente nella sua opera De basilicae Vaticanae antiquissima et nova structura del 1582. 
Grimaldi estese questa puntuale catalogazione a ogni aspetto della millenaria costruzione: un enorme lavoro rimasto manoscritto.
Come bibliotecario e archivista del capitolo, indicizzò tutto l'archivio e la raccolta di manoscritti della basilica. Redasse il catasto di tutte le proprietà del capitolo di San Pietro in città (era anche notaio). Compilò  un inventario degli oggetti preziosi della sacrestia (tessuti, argenti, ori) e rivolse le sue ricerche anche a sarcofagi, medaglie, iscrizioni, bassorilievi, papiri, affreschi, impegnandosi per tutta la vita a trascrivere, analizzare, descrivere e documentare anche tutto quello che era destinato a essere distrutto.
Documentò la traslazione dei corpi dei santi e delle reliquie dagli altari e monumenti delle navate che stavano per essere demoliti.
In occasione della demolizione degli ultimi resti dell'antica basilica di S. Pietro, dopo che il 15 nov. 1609 vi venne celebrata l'ultima messa.
Nella sua opera  Instrumenta autentica la descrizione delle antichità cristiane diventa una miscellanea di varia erudizione, illustrata da numerosissime descrizioni delle opere con disegni, alcuni a colori, quasi sicuramente di mano dello stesso Grimaldi, dove si trovano iscrizioni pagane e cristiane trovate durante i lavori, ritrovamenti di antichità nella città, storie di edifici e di chiese, cerimonie di canonizzazione.

## Opere
- G. Grimaldi, Descrizione della basilica antica di San Pietro in Vaticano, Codice Barberini Latino 2733, ed. a cura di R. Niggl, Città del Vaticano, 1972